# Margaret Forrest
Margaret Elvire Forrest (Le Havre, 22 oktober 1844 - Bunbury, 13 juni 1929) was een botanisch illustratrice, politiek activiste en de vrouw van de eerste premier van West-Australië, John Forrest.

## Vroege leven
Forrests vader was een Engelsman, Edward Hamersley (senior), en haar moeder een Française, Anne Louise Cornelis. Hamersley was een vroege kolonist in West-Australië. Het koppel arriveerde in Fremantle in 1837. Hamersley begon er te ondernemen in de wijnbouw en de paardenfokkerij. In 1843 reisde het koppel met hun twee zonen naar Europa en Forrest werd in 1844 in Le Havre geboren. Het gezin keerde in 1850 naar West-Australië terug en zou er tot een vooraanstaande familie van pastoralisten uitgroeien.
Forrest werd door gouvernantes thuis onderwezen. Ze werd een volleerde aquarelliste. In 1876 huwde ze met John Forrest. Uit het huwelijk kwamen geen kinderen voort.

## Botanisch illustratrice
In 1877 bezocht Ferdinand von Mueller West-Australië en verbleef bij de Forrests. Forrest verzamelde MEL-specimen voor Mueller: in Perth (1878-1879), in de Darling Range (1880), langs de rivier de Gascoyne (1882, met haar man), in Gingin (1883), langs de rivier de Swan (rond 1883), in de omgeving van Champion Bay (1889), nabij Dongara (1889), bij de rivier de Gascoigne (1892) en ongeveer 130 kilometer ten oosten van de rivier de Irwin (1893).
De Helipterum margarethae (F.Muell., 1878) en de Agaricus forrestiae (Kalch., 1883) werden naar haar vernoemd. Mueller gaf Forrest een gesigneerd boek, W.A. Mozarts Die Zäuberflote.
In 1880 verzamelde ze specimen voor de Engelse botanisch illustratrice Marianne North. In 1889 reisde Forrest met Ellis Rowan naar Geraldton en ten noorden van Carnarvon, waar ze wilde lentebloemen schilderden. Forrest was stichtend lid van de 'Wilgie Club', Australiës eerste kunstenaarsvereniging, en stelde in 1890 zes aquarellen van wilde bloemen op de 'Wilgie First Annual Exhibition of Paintings' tentoon.

## Politieke leven
Forrest vergezelde haar man op reizen naar de andere Australische staten en het buitenland.
Ze was stichtend lid van de Karrakatta Club in 1894 en van de Western Australia Society of Arts in 1896.

## Nalatenschap
Forrest stierf op 13 juni 1929 op 84-jarige leeftijd in Picton in Bunbury. Haar werk werd in 1933 aan de Art Gallery of Western Australia geschonken.
Mount Margaret, gelegen tussen Laverton en Leonora, en Mount Elvire, werden naar Forrest vernoemd. Ook de rivieren Margaret en Elvire in de regio Kimberley werden naar haar vernoemd.
- Australian Women's Register: AWE0327b
- Dictionary of Australian Artists: margaret-elvire-forrest
- Stuttgart Database of Scientific Illustrators 1450–1950: 3352
- Nationale bibliotheek van Australië: 35323069
- SNAC: w6rz0mhg
- Trove: 501856
- Virtual International Authority File: 92112217